# Garden State
Garden State är en amerikansk romantisk dramakomedifilm från 2004, skriven och regisserad av Zach Braff, som också spelar filmens manliga huvudroll. Den kvinnliga huvudrollen spelas av Natalie Portman.

## Handling
Skådespelaren Andrew Largeman (Zach Braff) återvänder efter nio år från sin inte helt lyckade tillvaro i Los Angeles till sin gamla hemstad i delstaten New Jersey, känd som "The Garden State", när hans mamma dör. Han träffar tjejen Sam (Natalie Portman) som får honom att öppna upp, och han träffar även gamla vänner.

## Rollista
- Zach Braff – Andrew Largeman
- Natalie Portman – Samantha, "Sam"
- Peter Sarsgaard – Mark
- Ian Holm – Gideon Largeman, Andrews far
- Jean Smart – Carol
- Armando Riesco – Jesse
- Jackie Hoffman – Sylvia Largeman
- Method Man – Diego
- Alex Burns – Dave
- Ron Leibman – Dr. Cohen
- Denis O'Hare (cameo) – Albert
- Jim Parsons – Tim
- Michael Weston – Kenny the Cop
- Ann Dowd – Olivia
- Ato Essandoh – Titembay
- Geoffrey Arend – Karl Benson

## Om filmen
Garden State var Zach Braffs debutfilm som regissör och fick ett väldigt varmt mottagande av kritiker och biobesökare när den hade premiär den 28 juli 2004. Manuset till filmen skrev Braff när han gick på college och han har hävdat att 80 procent av filmen baseras på verkliga händelser som han själv eller andra har varit med om. Filmen spelades in under 25 dagar i New Jersey och hade en budget på 2,5 miljoner dollar.

## Musik i filmen
Zach Braff vann en Grammy Award 2005 för filmens soundtrackalbum, som han handplockat själv. Filmen, och albumet, innehåller musik från bland annat The Shins ("New Slang" och "Caring Is Creepy"), Nick Drake ("One of These Things First"), Simon & Garfunkel ("The Only Living Boy in New York") och Coldplay ("Don't Panic").

### Låtlista
| Nr           | Titel                                     | Artist               | Längd |
| ------------ | ----------------------------------------- | -------------------- | ----- |
| 1.           | Don't Panic                               | Coldplay             | 2:17  |
| 2.           | Caring Is Creepy                          | The Shins            | 3:20  |
| 3.           | In the Waiting Line                       | Zero 7               | 4:33  |
| 4.           | New Slang                                 | The Shins            | 3:51  |
| 5.           | I Just Don't Think I'll Ever Get Over You | Colin Hay            | 5:18  |
| 6.           | Blue Eyes                                 | Cary Brothers        | 4:18  |
| 7.           | Fair                                      | Remy Zero            | 3:54  |
| 8.           | One of These Things First                 | Nick Drake           | 4:49  |
| 9.           | Lebanese Blonde                           | Thievery Corporation | 4:46  |
| 10.          | The Only Living Boy in New York           | Simon & Garfunkel    | 3:59  |
| 11.          | Such Great Heights                        | Iron & Wine          | 4:12  |
| 12.          | Let Go                                    | Frou Frou            | 4:12  |
| 13.          | Winding Road                              | Bonnie Somerville    | 3:27  |
| Total längd: | Total längd:                              | Total längd:         | 52:55 |